# Der Zögling
Der Zögling (svensk titel: Avsked och återseende), komedi i 4 akter av Prinsessan Amalia af Sachsen. Den översattes till svenska av Fredrik af Wannqvist. 

## Historik
Der Zögling är en komedi i 4 akter av Prinsessan Amalia af Sachsen.

### Sverige
Komedin översattes till svenska av Fredrik af Wannqvist och fick titeln Avsked och återseende. Den framfördes 12 gånger mellan 28 september 1837 och 24 oktober 1839 på Gustavianska operahuset. Vid samma tillfälle framfördes operakomedin Alphyddan.

## Roller
| Roller                                     | Stämma | Premiärbesättningen på Gustavianska operahuset den 12 september 1837 (Dirigent: - ) |
| ------------------------------------------ | ------ | ----------------------------------------------------------------------------------- |
| Änkegrevinnan Emilie von Werdenbach        |        | Fru Erikson                                                                         |
| Ida von Grünau, hennes släkting och pupill |        | Mademoiselle Ficker                                                                 |
| Herr von Grünau, Idas farbror              |        | Herr Svensson                                                                       |
| Baron Robert von Hallerfeld                |        | Herr Stjernström                                                                    |
| Greve von Biberich                         |        | Herr Habicht                                                                        |
| Två damer                                  |        | Fru Wennbom och mademoiselle Lindman                                                |
| En herre                                   |        | Herr Hessler                                                                        |
| Sara, Idas gamla piga                      |        | Fru Bock                                                                            |
| Herrar och damer. Betjäning och bondfolk.  |        |                                                                                     |